# Лесная Каменка
Ка́менка Лесна́я (Каменка, укр. Лісова́ Ка́м'янка, устар. укр. Ка́м'янка Лісна́) — река на Украине, протекает по территории Черняховского и Житомирского районов, а также города Житомира Житомирской области Украины. Левый приток Тетерева (бассейн Днепра).
Берёт начало западнее села Новополь. Течёт Полесской низменностью на юго-восток. Впадает в Тетерев на юге центральной части Житомира.
Длина Лесной Каменки 32 км, площадь бассейна 602 км². Долина корытообразная, шириной до 4 км, глубиной до 20 м. Пойма в верховье заболоченная. Русло слабо извилистое, средняя его ширина до 5 м. Уклон реки 1,6 м/км. В низовьях в пределах Житомира русло отрегулировано.
Притоки от истока: Лошак (правый), Синяк (левый), Печеренка (правый), Михиченка (правый), Лесная (правый).
Река на протяжении нескольких километров течёт в пределах города Житомира, поэтому её экологическое состояние неудовлетворительное.